# 이충세
이충세(李忠世, 1897년 5월 25일 ~ 1934년 6월 27일)는 일제강점기의 조선귀족으로, 자는 치서(致恕), 본관은 전의, 옛 이름은 이면세(李冕世), 본적은 경성부 체부동이다.

## 생애
자작 이근명의 손자로 태어났으며 1916년 9월 30일에 자신의 양할아버지인 이근명의 자작위를 습작하였다. 1919년 3월 20일에는 일본 정부로부터 종5위에 서위되었고 1928년 11월 16일에는 일본 정부로부터 쇼와대례기념장을 받으면서 정5위에 서위되었다. 1930년 1월 22일에는 창복회로부터 교부금 170원을 받았다.
그의 작위는 자작 이능세의 셋째 아들이기도 한 이종승이 습작했는데 이종승은 1934년 9월에 이충세의 사후 양자로 입적했다. 친일파 708인 명단의 조선귀족 부문, 민족문제연구소의 친일인명사전 수록자 명단의 수작/습작 부문, 친일반민족행위진상규명위원회가 발표한 친일반민족행위 705인 명단에 포함되었다.

## 참고 문헌
- 친일반민족행위진상규명위원회 (2009). 〈이충세〉. 《친일반민족행위진상규명 보고서 Ⅳ-14》. 서울. 581~584쪽.
- 민족문제연구소 (2009). 〈이충세〉. 《친일인명사전 3 (ㅇ ~ ㅎ)》. 서울. 190쪽.